# Parque nacional marino Doce Apóstoles

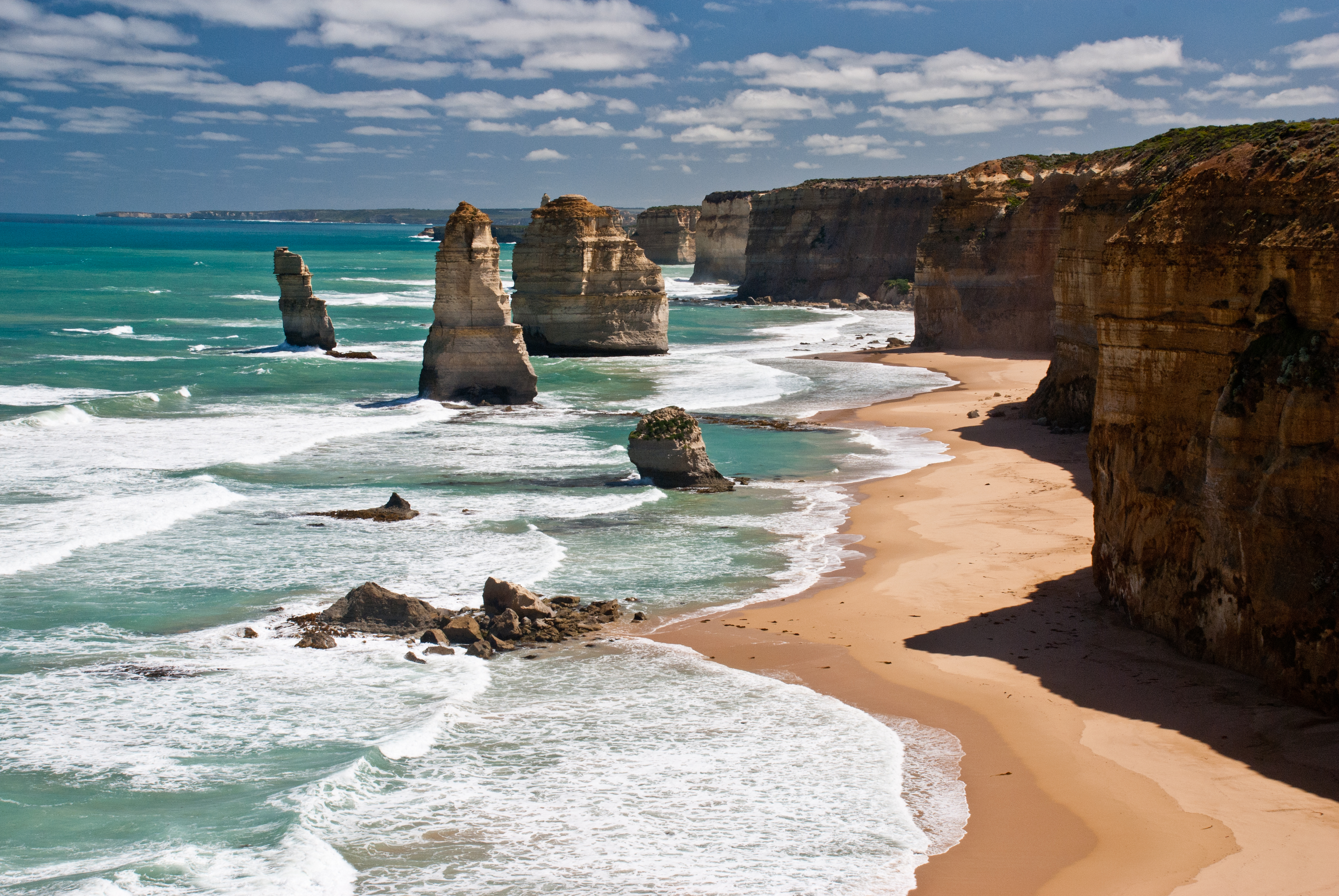
"Los Doce Apóstoles", Victoria, Australia.

El Parque nacional marino de los Doce Apóstoles es un parque nacional marino ubicado en la costa suroeste de Victoria, Australia. El parque marino mide 7500 hectáreas (18 532,9 acre) y está situado cerca de Port Campbell y lleva el nombre de los pintorescos farallones de rocas de los Doce Apóstoles, y contiene los restos del clíper Loch Ard, que naufragó en Mutton Bird Island en 1878. El parque marino limita con los parques nacionales Port Campbell y Gran Otway.